# 박영진 (배우)
박영진(1982년 8월 15일 ~, 188cm, 75kg)은 대한민국의 배우다. 2008년 드라마 '범죄의 재구성'으로 데뷔했다.

## 방송
- 범죄의 재구성 (2008)
- 스타사관학교 (2009) - 우승
- 솔약국집 아들들 (2009)
- 여자를 몰라 (2010) - 주 기자 역

## 영화
- 슬픔보다 더 슬픈 이야기 (2009) - 위병소 멋진남 역
- 리미트
- 사물의 비밀 (2011)
- 이탈 (2015)

## 공연
- 오델로 (2020)
- 리어왕 (2020)